# Twickelerlaan

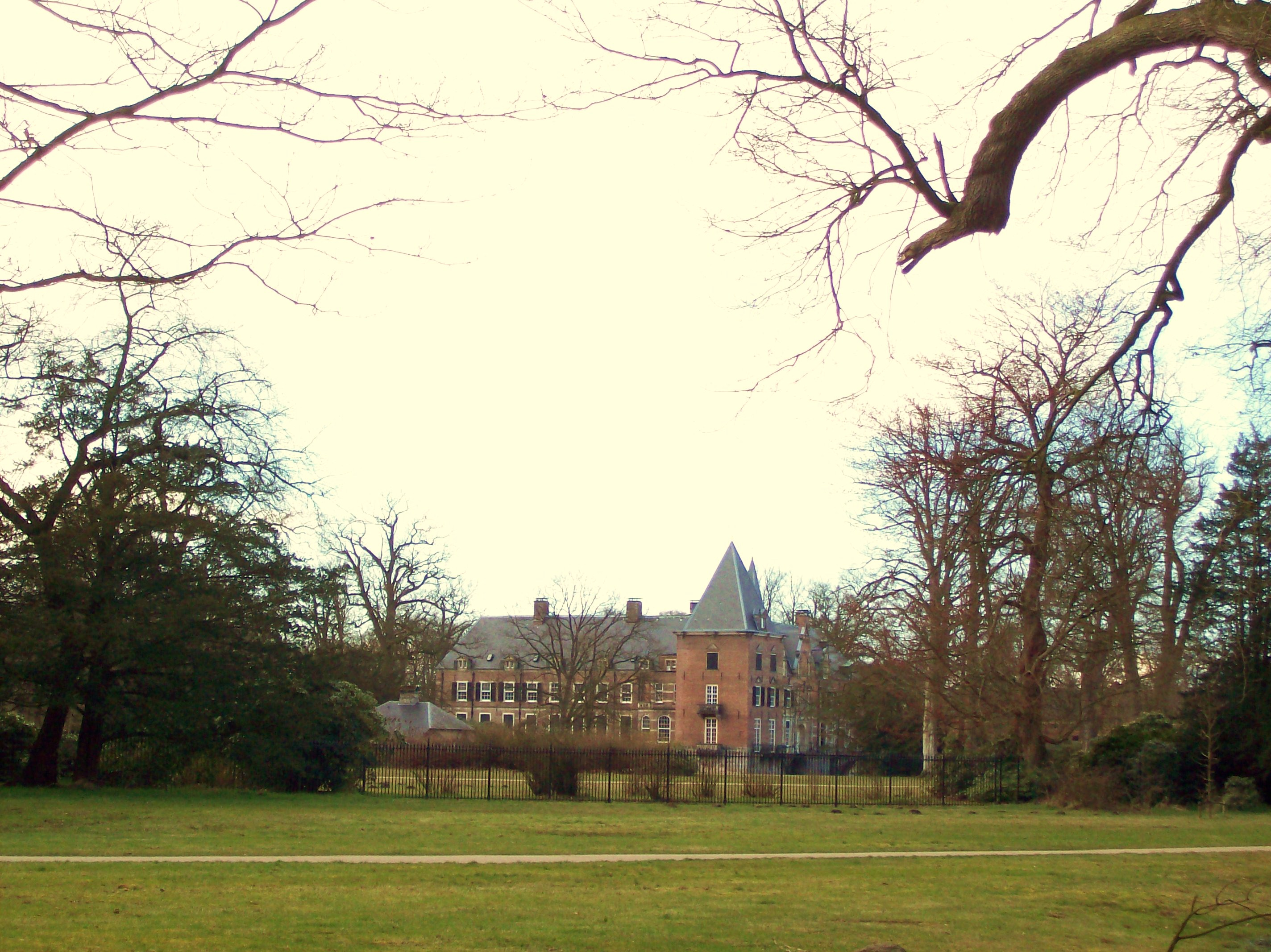
Kasteel Twickel vanaf de Twickelerlaan

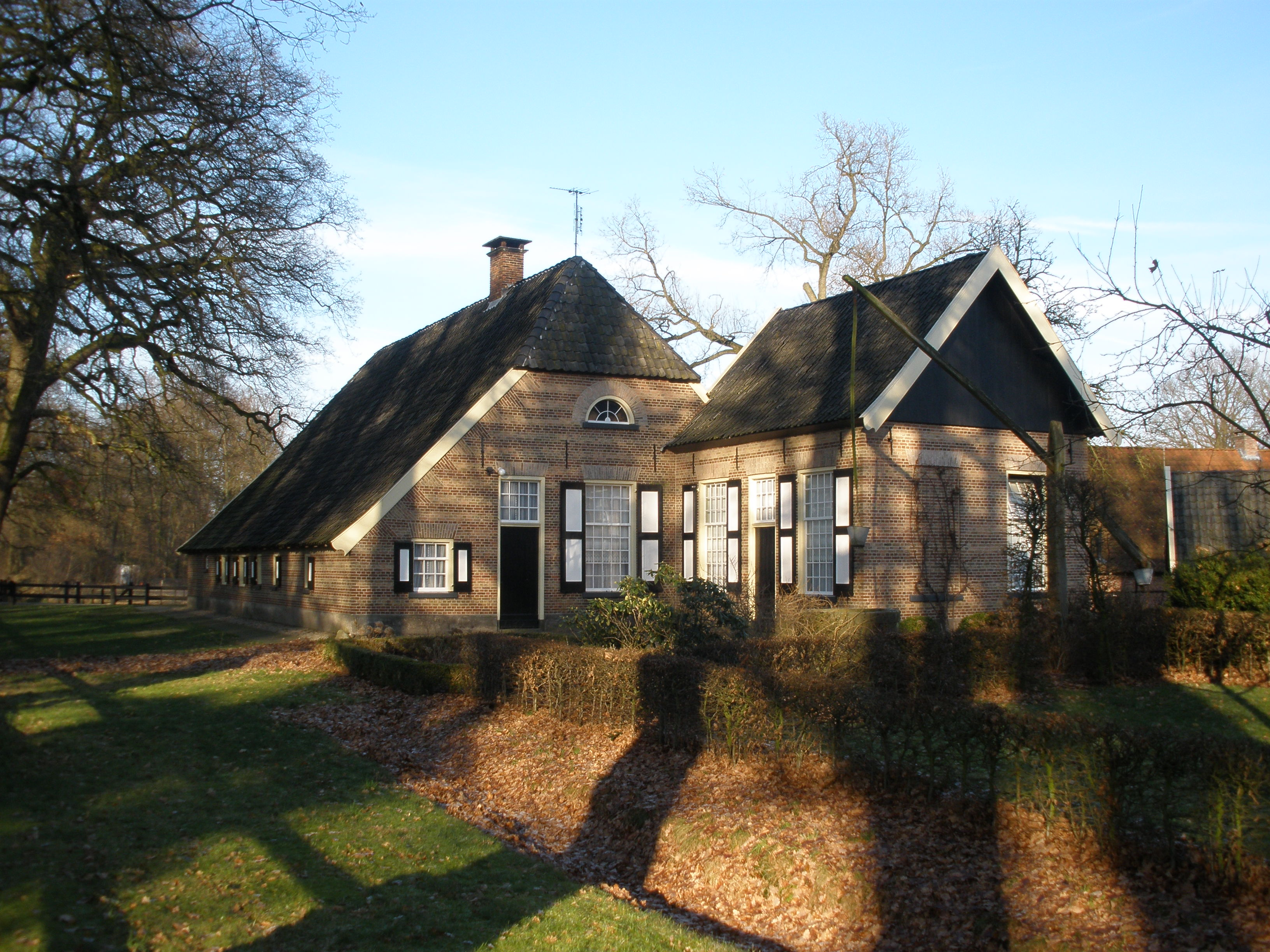
Museumboerderij Wendezoele in 2008

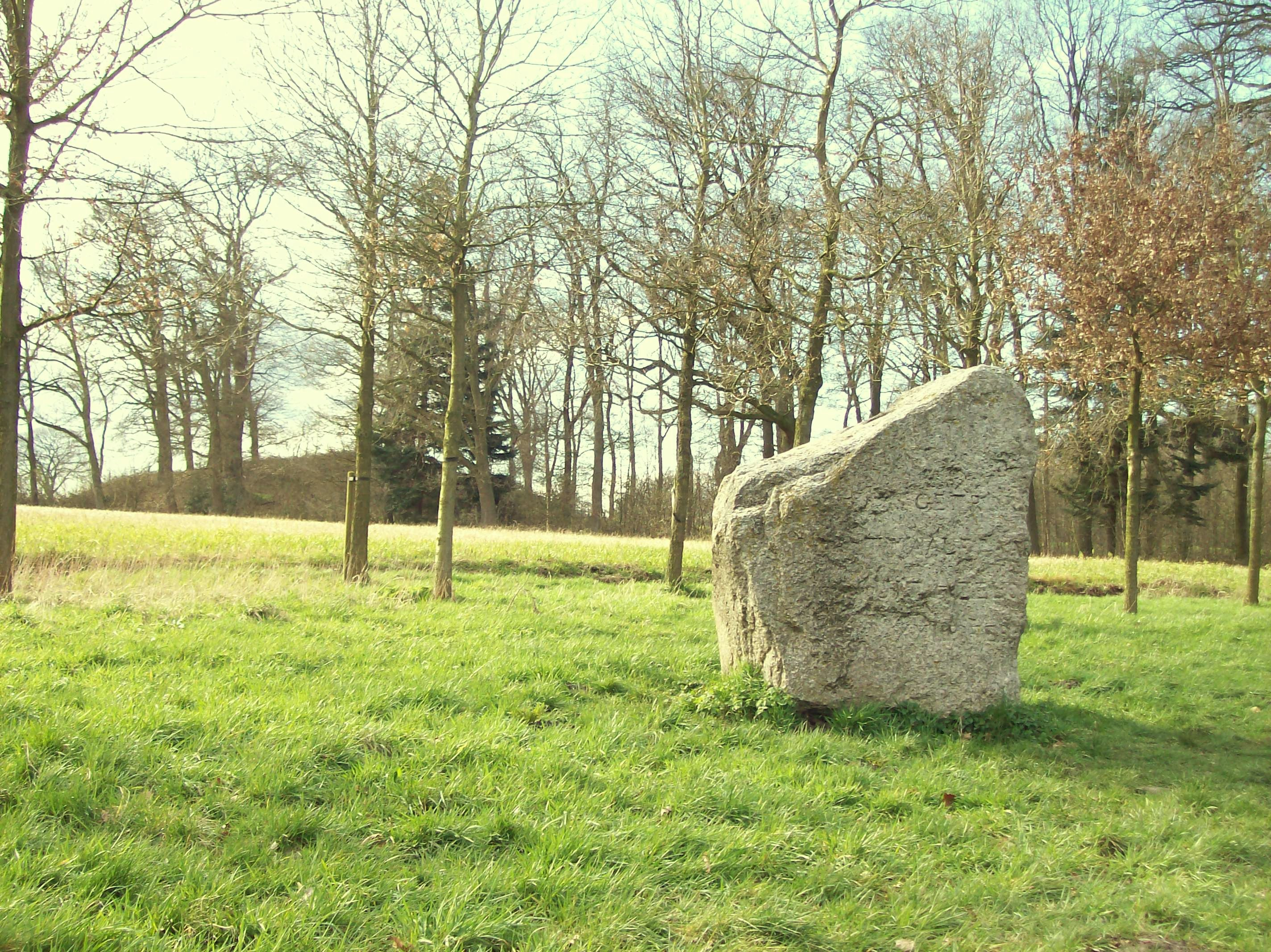
De Dikke Steen met linksachter het bergje

De Twickelerlaan is een laan in de gemeente Hof van Twente die deel uitmaakt van het landgoed Twickel.
De Twickelerlaan werd aangelegd rond 1686 en vormde met de recht voor het kasteel gelegen Kooidijk een van de belangrijkste assen van de toenmalige aanleg. Hij verbond kasteel Twickel met de grote postweg van Delden richting Hengelo in het zuiden en de weg naar Almelo in het noorden.
Om de aanleg van de laan mogelijk te maken ruilde de toenmalige heer van Twickel, Jacob II van Wassenaer Obdam (1645-1714), in 1684 en 1685 verschillende landerijen met onder andere de Meijer van Delden.
Om met koetsen te kunnen keren werden op verscheidene plaatsen rondelen aangebracht: bij de aansluiting op de (huidige) Hengelosestraat, bij de kruising met de Bornsestraat en bij de Lepel en de Vork. Het rondeel bij de Bornsestraat is recent hersteld.
Na de aanleg van de spoorlijn liet Twickel de Nieuwe Weg aanleggen die de Twickelerlaan met het station verbond. Deze verbinding tussen kasteel en station werd door de aanleg van de Deldense rondweg eind jaren 70 weer verbroken.

## Bezienswaardigheden

### Kasteelboerderij
De Kasteelboerderij werd gebouwd in 1787. Kort daarvoor had men het terrein geëgaliseerd door de kamp die er lag af te graven. De boerderij heeft de vorm van een T-huis. Tegenwoordig doet de Kasteelboerderij dienst als rentmeesterij.

### Moestuin van Twickel
Op de noordwestelijke hoek van de kruising tussen Twickelerlaan en Bornsestraat ligt de ommuurde moestuin van kasteel Twickel. Oorspronkelijk lag deze schuin tegenover het kasteel. Eduard Petzold verplaatste de moestuin eind 19e eeuw naar zijn huidige plaats.
Binnen de ommuring liggen een boomgaard, de eigenlijke moestuin en verscheidene kassen en broeibakken, waaronder een ananassenkas. Ook is er tegenwoordig een kwekerij gevestigd.

### Museumboerderij Wendezoele
Aan de laan ligt de boerderij  'n Truun (Erve Brinkcate) Hier is het museum Wendezoele gevestigd dat laat zien hoe het Twentse boerenleven rond 1950 eruitzag. Wendezoele is een Twents woord voor de draaibare boom waaraan de ketel met veevoer hing die in een los hoes boven het open vuur werd gekookt. Om en nabij het museum liggen de goed onderhouden akkers, tuinen en de boomgaard.

### De Lepel en de Vork
Tegelijk met de aanleg van de laan werden ten noorden van de laan twee vijvers gegraven die nu de Lepel en de Vork worden genoemd. Aan de overzijde van de laan werd een bergje opgeworpen met aan de voet een derde, kleinere vijver die met een sloot verbonden is met de noordelijke vijver aan de overzijde.

### Dikke Steen
Tegenover de Lepel en de Vork ligt de zogenaamde Dikke Steen. Deze werd hier in 1845 geplaatst nadat deze na de markenverdeling van Azelo daar werd uitgegraven en met 12 paarden naar de Twickelerlaan werd getrokken.